# Feliciano Carapinima
Feliciano José da Silva, conhecido como Carapinima (Minas Gerais, 1781 — Fortaleza, 28 de maio de 1825) foi um revolucionário brasileiro.
Exerceu cargos públicos em Minas Gerais e, em 1820, foi para o Ceará, onde exerceu o cargo de secretário no governo de Francisco Alberto Rubim. Organizou um corpo de cavalaria em Fortaleza, do qual foi tenente-coronel.
Foi um dos líderes do movimento revolucionário que ficou conhecido como Confederação do Equador, movimento que se opunha a corte imperial no Rio de Janeiro. Foram presos e condenados à forca, além de Carapinima, João de Andrade Pessoa (Pessoa Anta), comandante geral da forças revolucionárias na cidade de Granja; tenente coronel Francisco Miguel Pereira (Ibiapina), deputado e escrivão da Junta da Fazenda; Luís Inácio de Azevedo (Azevedo Bolão), e que fazia parte do exército de Tristão Gonçalves em combate na Região de Aracati; e Gonçalo Inácio de Loiola Albuquerque e Melo (Padre Mororó). A pena foi mudada para fuzilamento porque ninguém quis servir de carrasco dos revolucionários.
A execução ocorreu no Campo da Pólvora, atual Praça dos Mártires ou Passeio Público.
Carapinima dá nome a uma avenida no bairro Benfica em Fortaleza, de grande fluxo do Centro de Fortaleza para os bairros residenciais das regionais SER-III e SER-IV.